# Dimitris Mawrojenidis
Dimitris Mawrojenidis (gr. Δημήτρης Μαυρογενίδης, ur. 23 grudnia 1976 w Taszkencie) – piłkarz grecki grający na pozycji prawego obrońcy. W swojej karierze rozegrał 24 mecze w reprezentacji Grecji i strzelił w niej 1 gola.

## Kariera klubowa
Swoją karierę piłkarską Mawrojenidis rozpoczął w klubie Aris FC. W sezonie 1994/1995 zadebiutował w nim pierwszej lidze greckiej. W zespole Arisu występował do końca sezonu 1996/1997.
Latem 1997 roku Mawrojenidis przeszedł z Arisu do Olympiakosu. W klubie z Pireusu stał się podstawowym zawodnikiem. W pierwszym sezonie gry w Olympiakosie wywalczył mistrzostwo Grecji, a po kolejne tytuły mistrzowskie sięgał w latach 1999, 2000, 2001, 2002, 2003, 2005 i 2006. Wraz z Olympiakosem trzykrotnie zdobył też Puchar Grecji w latach 1999, 2005 i 2006. W Olympiakosie grał do 2006 roku.
Latem 2006 Mawrojenidis odszedł z Olympiakosu i został zawodnikiem Iraklisu Saloniki. Po dwóch sezonach gry w tym klubie przeszedł do beniaminka pierwszej ligi, Trasiwulosu. Po spadku tej drużyny w 2009 roku do drugiej ligi zakończył karierę sportową.
| Sezon   | Klub                | Kraj   | Rozgrywki     | Mecze | Bramki |
| ------- | ------------------- | ------ | ------------- | ----- | ------ |
| 1994/95 | Aris FC             | Grecja | Alpha Ethniki | 26    | 2      |
| 1995/96 | Aris FC             | Grecja | Alpha Ethniki | 31    | 4      |
| 1996/97 | Aris FC             | Grecja | Alpha Ethniki | 26    | 6      |
| 1997/98 | Olympiakos SFP      | Grecja | Alpha Ethniki | 26    | 4      |
| 1998/99 | Olympiakos SFP      | Grecja | Alpha Ethniki | 31    | 1      |
| 1999/00 | Olympiakos SFP      | Grecja | Alpha Ethniki | 32    | 0      |
| 2000/01 | Olympiakos SFP      | Grecja | Alpha Ethniki | 24    | 1      |
| 2001/02 | Olympiakos SFP      | Grecja | Alpha Ethniki | 15    | 1      |
| 2002/03 | Olympiakos SFP      | Grecja | Alpha Ethniki | 18    | 0      |
| 2003/04 | Olympiakos SFP      | Grecja | Alpha Ethniki | 24    | 3      |
| 2004/05 | Olympiakos SFP      | Grecja | Alpha Ethniki | 17    | 0      |
| 2005/06 | Olympiakos SFP      | Grecja | Alpha Ethniki | 14    | 0      |
| 2006/07 | Iraklis Saloniki    | Grecja | Super League  | 25    | 0      |
| 2007/08 | Iraklis Saloniki    | Grecja | Super League  | 21    | 0      |
| 2008/09 | AO Trasiwulos Filis | Grecja | Super League  | 21    | 0      |

## Kariera reprezentacyjna
W reprezentacji Grecji Mawrojenidis zadebiutował 14 października 1998 roku w wygranym 3:0 spotkaniu eliminacji do Euro 2000 z Gruzją. W swojej karierze grał też w eliminacjach do MŚ 2002. Od 1998 do 2001 roku rozegrał w kadrze narodowej 24 spotkania, w których zdobył 1 bramkę.
| Mecze i gole w reprezentacji | Mecze i gole w reprezentacji | Mecze i gole w reprezentacji | Mecze i gole w reprezentacji | Mecze i gole w reprezentacji | Mecze i gole w reprezentacji | Mecze i gole w reprezentacji |
| #                            | Data                         | Stadion                      | Rywal                        | Wynik                        | Gol                          | Rozgrywki                    |
| 1998                         | 1998                         | 1998                         | 1998                         | 1998                         | 1998                         | 1998                         |
| ---------------------------- | ---------------------------- | ---------------------------- | ---------------------------- | ---------------------------- | ---------------------------- | ---------------------------- |
| 1.                           | 14.10.1998                   | Ateny, Grecja                | Gruzja                       | 3:0                          | 0                            | el. ME 2000                  |
| 1999                         |                              |                              |                              |                              |                              |                              |
| 2.                           | 03.02.1999                   | Larnaka, Cypr                | Finlandia                    | 2:1                          | 0                            | towarzyski                   |
| 3.                           | 05.02.1999                   | Larnaka, Cypr                | Belgia                       | 1:0                          | 0                            | towarzyski                   |
| 4.                           | 27.03.1999                   | Ateny, Grecja                | Norwegia                     | 0:2                          | 0                            | el. ME 2000                  |
| 5.                           | 31.03.1999                   | Ryga, Łotwa                  | Łotwa                        | 0:0                          | 0                            | el. ME 2000                  |
| 6.                           | 28.04.1999                   | Ateny, Grecja                | Szwajcaria                   | 1:1                          | 0                            | towarzyski                   |
| 7.                           | 05.06.1999                   | Tbilisi, Gruzja              | Gruzja                       | 2:1                          | 0                            | el. ME 2000                  |
| 8.                           | 09.06.1999                   | Ateny, Grecja                | Łotwa                        | 1:2                          | 0                            | el. ME 2000                  |
| 9.                           | 16.08.1999                   | Ksanti, Grecja               | Meksyk                       | 3:2                          | 1                            | towarzyski                   |
| 10.                          | 18.08.1999                   | Kawala, Grecja               | Salwador                     | 3:1                          | 0                            | towarzyski                   |
| 11.                          | 04.09.1999                   | Oslo, Norwegia               | Norwegia                     | 0:1                          | 0                            | el. ME 2000                  |
| 12.                          | 14.12.1999                   | Saloniki, Grecja             | Ghana                        | 1:1                          | 0                            | towarzyski                   |
| 13.                          | 16.12.1999                   | Larisa, Grecja               | Mołdawia                     | 2:0                          | 0                            | towarzyski                   |
| 2000                         |                              |                              |                              |                              |                              |                              |
| 14.                          | 23.02.2000                   | Kalamata, Grecja             | Austria                      | 4:1                          | 0                            | towarzyski                   |
| 15.                          | 29.03.2000                   | Ateny, Grecja                | Rumunia                      | 2:0                          | 0                            | towarzyski                   |
| 16.                          | 03.06.2000                   | Bukareszt, Rumunia           | Rumunia                      | 1:2                          | 0                            | towarzyski                   |
| 17.                          | 16.08.2000                   | St. Gallen, Szwajcaria       | Szwajcaria                   | 2:2                          | 0                            | towarzyski                   |
| 18.                          | 02.09.2000                   | Hamburg, Niemcy              | Niemcy                       | 0:2                          | 0                            | el. MŚ 2002                  |
| 19.                          | 15.11.2000                   | Rodos, Grecja                | Słowacja                     | 0:2                          | 0                            | towarzyski                   |
| 20.                          | 13.12.2000                   | Ksanti, Grecja               | Jugosławia                   | 1:1                          | 0                            | towarzyski                   |
| 2001                         |                              |                              |                              |                              |                              |                              |
| 21.                          | 28.02.2001                   | Heraklion, Grecja            | Rosja                        | 3:3                          | 0                            | towarzyski                   |
| 22.                          | 28.03.2001                   | Ateny, Grecja                | Niemcy                       | 2:4                          | 0                            | el. MŚ 2002                  |
| 23.                          | 25.04.2001                   | Varaždin, Chorwacja          | Chorwacja                    | 2:2                          | 0                            | towarzyski                   |
| 24.                          | 06.06.2001                   | Ateny, Grecja                | Anglia                       | 0:2                          | 0                            | el. MŚ 2002                  |